# فادي يازجي
فادي يازجي نحات ورسام سوري يقيم حالياً في دمشق. ولد يازجي في اللاذقية، سوريا عام 1966. التحق يازجي بكلية الفنون الجميلة في دمشق وتخرج منها عام 1988. جابت أعمال الفنان يازجي العالم فكانت له معارض في الشرق الأوسط، وأوروبا وأمريكا وتباع أعماله حالياً في مزادات عالمية كمثل كريستيز وسودبيز.

## بعض المعارض الفردية
- 1993صالة عشتار في دمشق سوريا.
- 1993 الجامعة الأمريكية في بيروت لبنان.
- 1994 صالة الخانجي حلب سوريا.
- 1994 صالة عشتار دمشق سوريا.
- 1995 مسرح المدينة في بيروت سوريا.
- 1996 صالة عشتار دمشق سوريا.
- 1998المعهد الفرنسي للدراسات العربية دمشق سوريا.
- 2001دار الأندى عمان الأردن.
- 2001متحف هيربرت كوفينتري إنكلترا.
- 2003 المركز الثقافي الفرنسي دمشق سوريا.
- 2004دار الأندى عمان الأردن.
- 2005 صالة زارا عمان الأردن.
- 2005 صالة عشتار دمشق سوريا.
- 2005 صالة البارح المنامة البحرين.

## بعض المعارض الجماعية
- 1993 - 2000 معرض الخريف دمشق سوريا.
- 1995 السفارة اللبنانية أثينا اليونان.
- 1997 بينالي اللاذقية دمشق سوريا.
- 1998 الكنيسة المارونية دمشق سوريا.
- 1999 صالة قزح دمشق سوريا.
- 1999 - 2000 منظمة الصليب الأحمر دمشق جنيف.
- 1999 بينالي الشارقة الإمارات العربية المتحدة.
- 2000 دعم القدس واشنطن الولايات المتحدة.
- 2000 صالة ديد هورس كليفلند أوهايو الولايات المتحدة.
- 2001 صالة آرت سود باريس فرنسا.
- 2003 صالة إيمار اللاذقية سوريا.
- 2003 صالة بلاد الشام حلب سوريا.
- 2003 صالة فاتح المدرس دمشق سوريا.
- 2003 صالة أمبر ليدن هولندا.
- 2003 صالة الفن الأوروبي جنيف سويسرا.

## أقـوال من فادي يازجي
- " أود تغيير النظرة التقليدية للفن على أنه شيء مقدس لابد من تأطيره وتعليقه على الحائط. كان الناس قديماً يعيشون مع الفن، أود إعادة احياء هذا التقليد."